# Alfa Romeo Racing C41
Alfa Romeo Racing C41 byl vůz Formule 1 zkonstruovaný společností Alfa Romeo Racing, aby závodil v sezóně 2021. Vůz řídili Kimi Räikkönen a Antonio Giovinazzi, kteří u týmu zůstali třetím rokem. Robert Kubica závodil za tým v Nizozemsku a Itálie, kde nahradil Räikkönena, který odstoupil po pozitivním testu na COVID-19. Šasi navrhli Jan Monchaux, Luca Furbatto, Lucia Conconi, Alessandro Cinelli a Nicolas Hennel, přičemž vůz poháněla zákaznická pohonná jednotka Ferrari .

## Vývoj
Vůz byl evolucí svého předchůdce vozu C39. Vývoj vozu C40, vozu nové generace Alfy Romeo, začal dříve, než byla nová pravidla posunuta na sezónu 2022. Označení vozu bylo zachováno, a proto vůz pro sezónu 2021 přijal označení C41.
Vozy 2020 byly převedeny do sezóny 2021 jako opatření k úsporám nákladů kvůli probíhající pandemii COVID-19. Pro umožnění vývoje zavedla FIA systém tokenů, který týmům umožňoval vyvíjet pouze určité oblasti jejich vozů. Alfa Romeo utratila své žetony na vylepšení přídě vozu a přijala štíhlejší design, aby přesměrovala vzduch.

## Hodnocení a charakteristika
Novináři a techničtí analytici Mark Hughes a Giorgio Piola popsali vůz C41 jako nejvíce vylepšený vůz oproti ekvivalentu z roku 2020 a označili jej za „výkonnější a aerodynamicky konkurenceschopnější než jeho předchůdce vůz C39“ kvůli kombinaci pohonné jednotky vyvinuté Ferrari a vylepšeními Alfy Romeo.

## Kompletní výsledky ve Formuli 1
| Legenda k tabulce | Legenda k tabulce                                                                       |
| Barva             | Výsledek                                                                                |
| ----------------- | --------------------------------------------------------------------------------------- |
| Zlatá             | Vítěz                                                                                   |
| Stříbrná          | 2. místo                                                                                |
| Bronzová          | 3. místo                                                                                |
| Zelená            | Bodované umístění                                                                       |
| Modrá             | Nebodované umístění                                                                     |
| Modrá             | Dokončil neklasifikován (NC)                                                            |
| Fialová           | Odstoupil (Ret)                                                                         |
| Červená           | Nekvalifikoval se (DNQ)                                                                 |
| Červená           | Nepředkvalifikoval se (DNPQ)                                                            |
| Černá             | Diskvalifikován (DSQ)                                                                   |
| Bílá              | Nestartoval (DNS)                                                                       |
| Bílá              | Závod zrušen (C)                                                                        |
| Světle modrá      | Pouze trénoval (PO)                                                                     |
| Světle modrá      | Páteční testovací jezdec (TD)                                                           |
| Bez barvy         | Netrénoval (DNP)                                                                        |
| Bez barvy         | Vyřazen (EX)                                                                            |
| Bez barvy         | Nepřijel (DNA)                                                                          |
| Bez barvy         | Odvolal účast (WD)                                                                      |
| Bez barvy         | Nezúčastnil se (prázdné)                                                                |
| Označení          | Význam                                                                                  |
| Tučnost           | Pole position                                                                           |
| Kurzíva           | Nejrychlejší kolo                                                                       |
| †                 | Jezdec nedojel do cíle, ale byl klasifikován, protože odjel více než 90 % délky závodu. |
| ‡                 | Byl udělován poloviční počet bodů, protože bylo odjeto méně než 75 % délky závodu.      |
| Horní index       | Umístění bodujících jezdců ve sprintu                                                   |

| Rok    | Tým                     | Motor         | Pneumatiky | Jezdci             | 1   | 2   | 3   | 4   | 5   | 6   | 7   | 8   | 9   | 10  | 11  | 12   | 13  | 14  | 15  | 16  | 17  | 18  | 19  | 20  | 21  | 22  | Body | Umístění |
| ------ | ----------------------- | ------------- | ---------- | ------------------ | --- | --- | --- | --- | --- | --- | --- | --- | --- | --- | --- | ---- | --- | --- | --- | --- | --- | --- | --- | --- | --- | --- | ---- | -------- |
| 2021   | Alfa Romeo Racing ORLEN | Ferrari 065/6 | P          |                    | BHR | EMI | POR | ESP | MON | AZE | FRA | STY | AUT | GBR | HUN | BEL‡ | NED | ITA | RUS | TUR | USA | MXC | SAP | QAT | SAU | ABU | 13   | 9. místo |
| 2021   | Alfa Romeo Racing ORLEN | Ferrari 065/6 | P          | Antonio Giovinazzi | 12  | 14  | 12  | 15  | 10  | 11  | 15  | 15  | 14  | 13  | 13  | 13   | 14  | 13  | 16  | 11  | 11  | 11  | 14  | 15  | 9   | Ret | 13   | 9. místo |
| 2021   | Alfa Romeo Racing ORLEN | Ferrari 065/6 | P          | Kimi Räikkönen     | 11  | 13  | Ret | 12  | 11  | 10  | 17  | 11  | 15  | 15  | 10  | 18   | WD  |     | 8   | 12  | 13  | 8   | 12  | 14  | 15  | Ret | 13   | 9. místo |
| 2021   | Alfa Romeo Racing ORLEN | Ferrari 065/6 | P          | Robert Kubica      |     |     |     |     |     |     |     |     |     |     |     |      | 15  | 14  |     |     |     |     |     |     |     |     | 13   | 9. místo |
| Zdroj: |                         |               |            |                    |     |     |     |     |     |     |     |     |     |     |     |      |     |     |     |     |     |     |     |     |     |     |      |          |